# غرافتي كراش
غرافتي كراش (بالإنجليزية: Gravity Crash)‏، هي لعبة فيديو بريطانية، من تطوير جاست آد ووتر، ونشرها سوني كمبيوتر إنترتنمنت، صدرت اللعبة سنة 2009، وتعمل على منصات بلاي ستيشن 3، بلاي ستيشن فيتا وبلاي ستيشن بورتبل.